# 香港電腦保安事故協調中心
香港網絡安全事故協調中心 （英文：Hong Kong Computer Emergency Response Team Coordination Centre，縮寫：HKCERT）隸屬於香港生產力促進局，為香港企業及互聯網用戶提供資訊保安事故的消息和防禦指引、事故回應及支援服務，及提高網絡安全意識；此外，負責聯絡香港組織，收集、發放訊息及協調網絡安全事故的應變等。
HKCERT亦是全球保安事故協調中心組織（Forum of Incident Response and Security Teams, FIRST）及亞太區電腦保安事故協調中心組織（Asia Pacific Computer Emergency Response Team, APCERT）的成員。

## 服務
香港網絡安全事故協調中心提供5項服務，包括：
- 電腦保安警報監測及預警
- 保安事故報告及求助
- 免費電話熱線
- 出版資訊保安指引和資訊
- 提高資訊保安意識

## 歷史
為了加強監察及應付電腦病毒及網絡攻擊，香港電腦保安事故協調中心於2012年獲得香港政府撥款擴充其寫字樓面積兩倍及加強服務。2024年6月25日改名為為香港網絡安全事故協調中心 （页面存档备份，存于）, 其英文名不變。

## 相關參見
- 網絡安全及科技罪案調查科
  - 網絡安全組